# Matuta
Matuta is een geslacht van krabben uit de familie van de Matutidae.

## Soorten
- Matuta annulifera Henderson, 1877
- Matuta circulifera Miers, 1880
- Matuta planipes Fabricius, 1798
- Matuta purnama Lai & Galil, 2007
- Matuta victor (Fabricius, 1781)
- Matuta victrix